# Abereiddi Bay
Abereiddi Bay är en vik i Wales i Storbritannien..

## Galleri

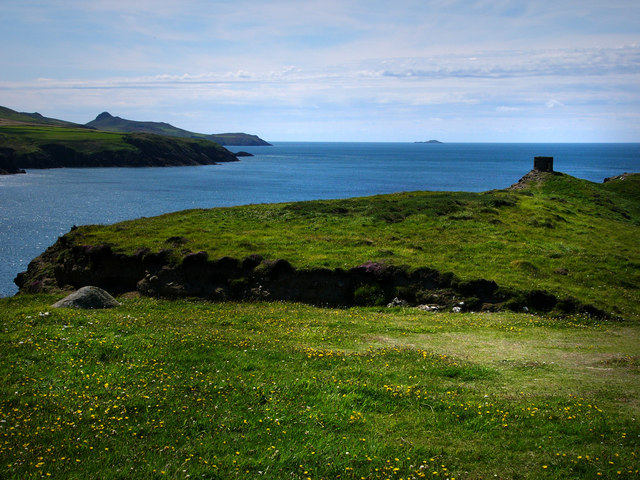
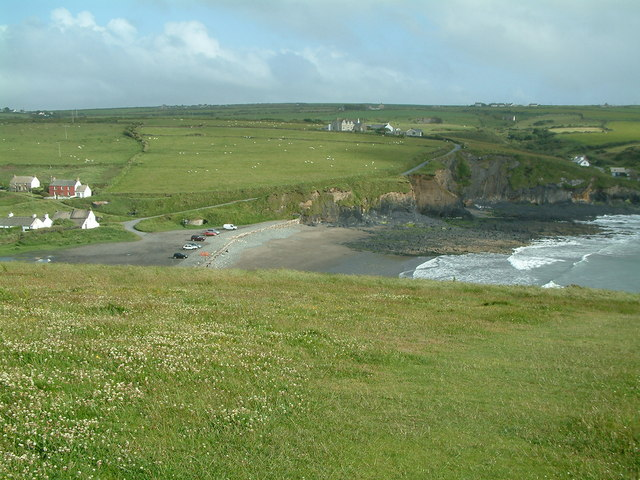
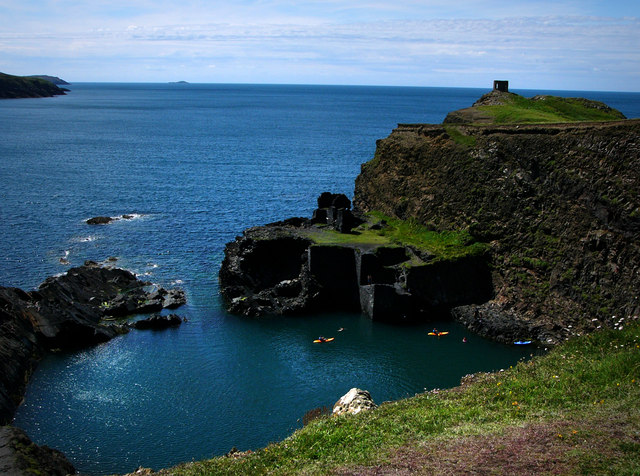
Blå Lagunen.